# نقش اسلام در رشد قرون وسطی

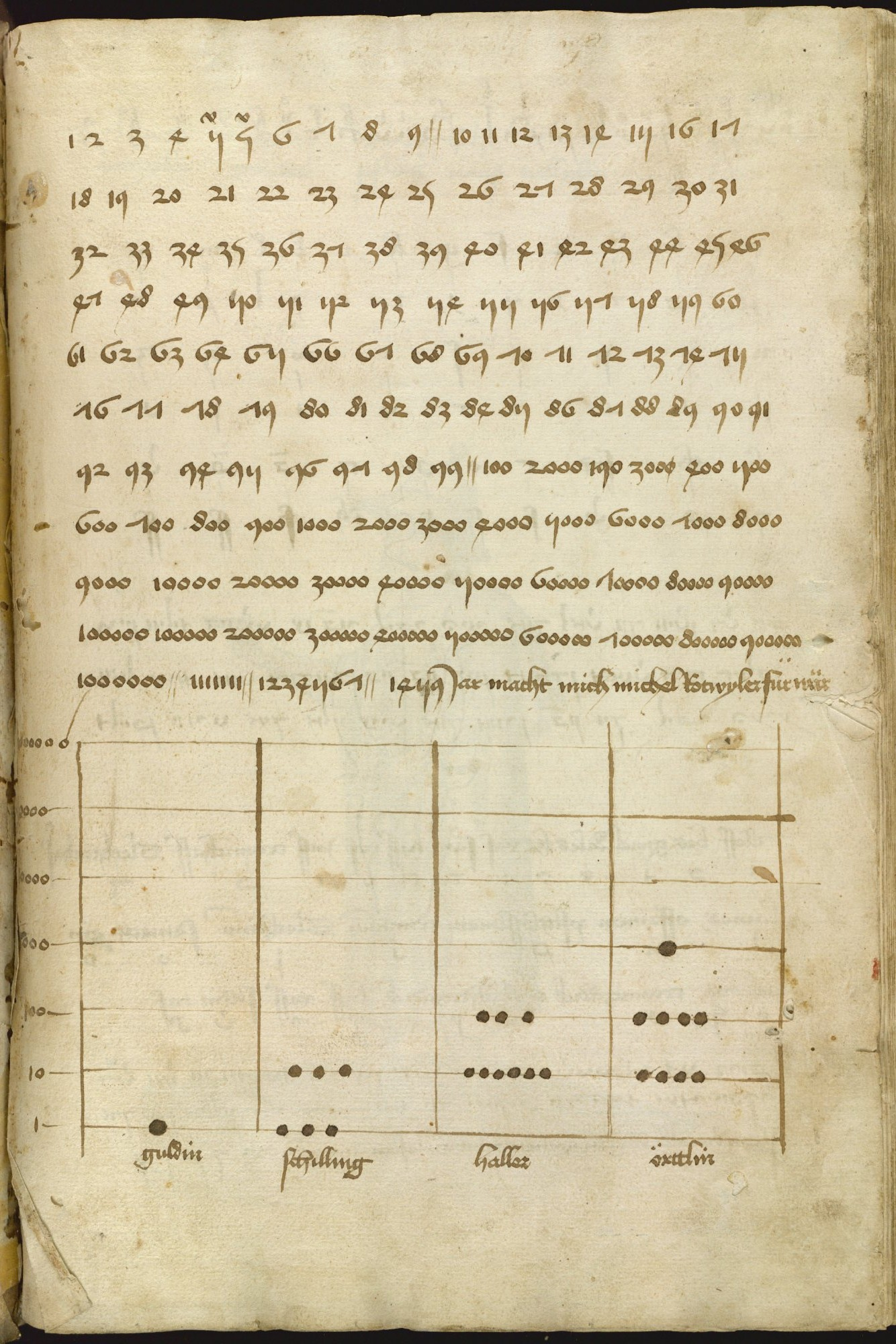
یک دسته نوشته آلمانی که چگونگی استفاده از اعداد عربی را آموزش می‌دهد.

نقش اسلام در رشد قرون وسطی: اروپاییان با ترجمه و به‌کارگیری علوم مسلمین به ویژه کتاب‌هایی که در دوران طلایی اسلام در زمینه‌های علوم و فنونی نظیر زراعت، هنر، اقتصاد، موسیقی، معماری، صنعت، حقوق، تاریخ، جامعه شناسی، زیست شناسی، ریاضیات، ادبیات، دریانوردی، فلسفه، شیمی، فیزیک، پزشکی، نجوم، علوم دینی، اخلاق، منطق و غیره نوشته شده بود، بهره کامل را برده و با نبوغ و تحقیقات خود و همچنین وجود دانشمندان بزرگی نظیر نیوتن، گالیله، ماکسول، داوینچی و صدها دانشمند دیگر توانستند رشد و شکوفایی اروپا و غرب را در قرون وسطی آغاز کرده و این توسعه علمی را توسط دانشمندان قرون پیشین اروپا و غرب تا عصر حاضر و تا به امروز توسعه دهند.